# China Venture
Pour plus de détails, voir Fiche technique et Distribution.
China Venture est un film américain réalisé par Don Siegel, sorti en 1953.

## Synopsis
Pendant la Seconde Guerre mondiale, des soldats américains sont déployer dans la Chine occupée par le Japon pour délivrer un prisonnier de guerre.

## Fiche technique
- Titre : China Venture
- Réalisation : Don Siegel
- Scénario : Richard Collins et George Worthing Yates (en)
- Photographie : Sam Leavitt
- Pays d'origine : États-Unis
- Formats : 35 mm
- Genre : guerre
- Durée : 82 minutes
- Date de sortie : 1953

## Distribution
- Edmond O'Brien : Capitaine. Matt Reardon
- Barry Sullivan : Bert Thompson
- Jocelyn Brando : Lieutenant Ellen Wilkins
- Leo Gordon : Sergent Hank Janowicz
- Lee Strasberg : Patterson
- Richard Loo : Chang Sung
- Dayton Lummis : Dr Masterson
- Leon Askin : Wu King
- Dabbs Greer : Galuppo
- Alvy Moore : Carlson
- Philip Ahn : Amiral Amara
- James Anderson : Caporal Walters (non crédité)
- Rex Reason : Lieutenant Cross (non crédité)
- Frank Wilcox : Capitaine Dryden (non crédité)